# Schinus terebinthifolia
L'albero del pepe brasiliano (Schinus terebinthifolia Raddi, 1820), anche comunemente chiamato, come il più noto Schinus molle,  pepe rosa, è una pianta della famiglia delle Anacardiacee, originaria del Sud America.

## Descrizione
È un piccolo albero sempreverde alto fino a 7 m, con un corto tronco, chioma densa con foglie aromatiche, composte, formate da 7-13 foglioline, ellittico-ovate, di colore verde, con margine liscio o seghettato, specie dioica ha numerosissimi piccoli fiori bianchi o giallo-verdastri, riuniti in racemi ascellari o terminali, che fioriscono in maggio-giugno, i frutti sono bacche aromatiche riunite a grappolo.